# José Limón
José Arcadio Limón
(Culiacán, Sinaloa, 12 de enero de 1908 - Flemington, Nueva Jersey, 2 de diciembre de 1972), fue un bailarín, maestro de danza y coreógrafo mexicano-estadounidense. Es considerado el precursor de la danza moderna, además de iniciador de las técnicas coreográficas que siguen hasta la fecha y de que fue el primero en resaltar el rol masculino entre las compañías de danza. 
Cuando se le preguntó sobre su primer acercamiento a la danza, Limón recordaría una presentación de los bailarines Harald Kreutzberg e Ivonne Georgia, la primera función dancística a la que asistió, comentando "lo que presencié simple e irrevocablemente me cambió la vida. Vi la danza como una visión de poder inefable. Un hombre puede, con dignidad y torrencial majestuosidad, bailar. Bailar como las visiones de Michelangelo y como baila la música de Bach". En tal declaración encerró la determinación que lo guiaría a emprender la carrera que le dio fama y reconocimiento el resto de su vida.
Comenzó su carrera cercano a los 20 años de edad.
Inició sus estudios formales en la ciudad de Nueva York con Doris Humphrey y Charles Weidman. En 1946 estableció su propia compañía de danza en Estados Unidos, la Compañía de Danza José Limón, que se consolidó siendo la primera compañía estadounidense en dar una gira por Europa. Además, en su presentación debut (1947) fue catalogado por el New York Times como "el más fino bailarín masculino de su tiempo".
La pieza más famosa creada por José Limón es The Moor's Pavane, con música de Purcell (1949), que rápidamente se convirtió en una pieza replicada por muchos ballets y compañías alrededor del mundo. En 1969 José Limón creó la fundación que lleva su nombre José Limón Dance Foundation.
En 1971 la esposa de José Limón fallece de cáncer, y un año después el bailarín moría a causa de un cáncer de próstata.

## La técnica de José Limón
La técnica de José Limón fue influenciada por su historia personal, la cultura de México y los bailarines famosos que habían trabajado con él. La familia Limón vivía en México durante la Revolución Mexicana hasta 1915 cuando fueron a vivir a Los Estados Unidos de Norteamérica. Limón estudió arte y música durante su niñez y asistió a la Universidad de California, Los Ángeles hasta 1928, cuando viajó a Nueva York haciendo autostop para perseguir una carrera en el arte. Cuando arribó a esta ciudad, llegó a pensar que no tendría futuro en el arte pero, por suerte, vio una danza de la maestra Isadora Duncan y se enamoró de la danza. Limón, por el consejo de unos amigos, acudió al estudio de danza de los revolucionarios de la danza contemporánea en los Estados Unidos, Doris Humphrey y Charles Weidman. Entre 1942 y 1946, Limón tuvo que participar en el ejército debido al reclutamiento obligatorio para la Segunda Guerra Mundial. Después de eso, regresó a Nueva York donde fundó su propia compañía y en 1951 empezó a enseñar en el consevatorio de artes Julliard.
Todas las experiencias, su historia con el arte y la música y su entrenamiento con Humphrey, Weidman, Balanchine y los otros profesores del Julliard habían influenciado su técnica específica, que actualmente se usa en clases de danza contemporánea. En realidad, él fue uno de los primeros estadounidenses en crear danza contemporánea sobre temas de la cultura y herencia latinoamericanas. Usó su experiencia como mexicano, la historia de México y la literatura latinoamericana para inspirar sus danzas. En cuanto a la técnica dancística, su uso de las ideas de gravedad y peso y su distinto uso de la yuxtaposición entre la resistencia a la gravedad y la idea de sentir el peso, son señales distintivas de su coreografía. También exploró el uso de la respiración y su efecto en los movimientos. Además, su uso del ritmo y del aislamiento de partes diferentes del cuerpo, reflejan su experiencia con el arte. José Limón y sus experimentos con el movimiento del cuerpo por el baile son representaciones fantásticas de la influencia latinoamericana en el mundo de danza contemporánea. Fue considerado un destacado bailarín.

### Ejemplos de sus bailes hispanos
- "Canción y Danza" - 1933
- "Danza de la Muerte" - 1937
- "La Malinche" - 1947
- "El Grito" - 1953

## Coreografías
| Año  | Título                                | Notas |  |
| ---- | ------------------------------------- | --- |  |
| 1930 | Etude in D Minor                      | |  |
| 1930 | Bacchanale                            | |  |
| 1930 | Two Preludes                          | |  |
| 1931 | Petite Suite                          | |  |
| 1931 | B Minor Suite                         | |  |
| 1931 | Mazurca                               | |  |
| 1932 | Bach Suite                            | |  |
| 1933 | Canción y Danza                       | |  |
| 1933 | Danza (Prokofiev)                     | |  |
| 1933 | Pièces Froides                        | (Cold Pieces) |  |
| 1933 | Roberta                               | |  |
| 1935 | Three Studies                         | |  |
| 1935 | Nostalgic Fragments                   | |  |
| 1935 | Prelude                               | |  |
| 1936 | Satiric Lament                        | |  |
| 1936 | Hymn                                  | |  |
| 1937 | Danza de la Muerte                    | |  |
| 1937 | Opus for Three and Props              | |  |
| 1939 | Danzas Mexicanas                      | |  |
| 1940 | War Lyrics                            | |  |
| 1941 | Curtain Raiser                        | |  |
| 1941 | This Story Is Legend                  | |  |
| 1941 | Three Inventories on Casey Jones      | |  |
| 1941 | Three Women                           | |  |
| 1941 | Praeludium: Theme and Variations      | |  |
| 1942 | Chaconne                              | Es un solo creado para el propio Limón, con música de Johann Sebastian Bach. Desde entonces ha sido interpretado por Mijaíl Barýshnikov |  |
| 1942 | Alley Tune                            | |  |
| 1942 | Mazurca                               | |  |
| 1943 | Western Folk Suite                    | |  |
| 1943 | Fun for the Birds                     | |  |
| 1944 | Deliver the Gods                      | |  |
| 1944 | Hi, Yank                              | |  |
| 1944 | Interlude Dances                      | |  |
| 1944 | Mexilinda                             | |  |
| 1944 | Rosenkavalier Waltz                   | |  |
| 1945 | Concerto Grosso                       | Trio, set to music by Antonio Vivaldi                                                                                                   |  |
| 1945 | Eden Tree                             | |  |
| 1945 | Danza (Arcadio)                       | |  |
| 1946 | Masquerade                            | |  |
| 1947 | La Malinche                           | Trio based on the life of La Malinche, set to music by Norman Lloyd                                                                     |  |
| 1947 | The Song of Songs                     | |  |
| 1947 | Sonata Opus 4                         | |  |
| 1949 | The Moor's Pavane                     | quartet based on Shakespeare's Othello, set to music by Henry Purcell; won Limón a Dance Magazine Award                                 |  |
| 1950 | The Exiles                            | duet inspired by John Milton's poem Paradise Lost; set to music by Arnold Schoenberg                                                    |  |
| 1950 | Concert                               | |  |
| 1951 | Los Cuatros Soles                     | |  |
| 1951 | Dialogues                             | |  |
| 1951 | Antigona                              | |  |
| 1951 | Tonantizintla                         | |  |
| 1951 | The Queen's Epicedium                 | |  |
| 1951 | Redes                                 | |  |
| 1952 | The Visitation                        | |  |
| 1952 | El Grito                              | revised version of Redes |  |
| 1953 | Don Juan Fantasia                     | |  |
| 1954 | Ode to the Dance                      | |  |
| 1954 | The Traitor                           | ensemble work inspired by the McCarthy hearings, set to music by Gunther Schuller                                                       |  |
| 1955 | Scherzo (Barracuda, Lincoln, Venable) | |  |
| 1955 | Scherzo (Johnson)                     | quartet, set to music by Hazel Johnson                                                                                                  |  |
| 1955 | Symphony for Strings                  | ensemble work, set to music by William Schuman                                                                                          |  |
| 1956 | There Is a Time                       | ensemble work inspired by the book of Ecclesiastes in the Bible, set to music by Norman Dello Joio                                      |  |
| 1956 | A King's Heart                        | |  |
| 1956 | The Emperor Jones                     | ensemble work inspired by Eugene O'Neill's play of the same title; set to music by Heitor Villa-Lobos                                   |  |
| 1956 | Rhythmic Study                        | |  |
| 1957 | Blue Roses                            | |  |
| 1958 | Missa Brevis                          | ensemble work in memory of lives and cities destroyed during World War II; set to music by Zoltán Kodály                                |  |
| 1958 | Serenata                              | |  |
| 1958 | Dances                                | |  |
| 1958 | Mazurkas                              | ensemble work set to music by Frederic Chopin                                                                                           |  |
| 1959 | Tenebrae 1914                         | |  |
| 1959 | The Apostate                          | |  |
| 1960 | Barren Sceptre                        | |  |
| 1961 | Performance                           | |  |
| 1961 | The Moirai                            | |  |
| 1961 | Sonata for Two Cellos                 | |  |
| 1962 | I, Odysseus                           | |  |
| 1963 | The Demon                             | |  |
| 1963 | Concerto in D Minor After Vivaldi     | |  |
| 1964 | Two Essays for Large Ensemble         | |  |
| 1964 | A Choreographic Offering              | an homage to Doris Humphrey, with music by Johann Sebastian Bach                                                                        |  |
| 1965 | Variations on a Theme of Paganini     | |  |
| 1965 | My Son, My Enemy                      | |  |
| 1966 | The Winged                            | ensemble work with music originally by Hank Johnson; later restaged with music by Jon Magnussen                                         |  |
| 1967 | Mac Aber's Dance                      | |  |
| 1967 | Psalm                                 | ensemble work, set to music by Jon Magnussen                                                                                            |  |
| 1968 | Comedy                                | |  |
| 1968 | Legend                                | |  |
| 1969 | La Piñata                             | |  |
| 1971 | Revel                                 | |  |
| 1971 | The Unsung                            | ensemble work inspired by Native American chiefs; shown in 1970 as a work in progress                                                   |  |
| 1971 | Dances for Isadora                    | set of solos in homage to Isadora Duncan, set to music by Frederic Chopin                                                               |  |
| 1971 | And David Wept                        | |  |
| 1972 | Carlota                               | |  |
| 1972 | Orfeo                                 | quintet based on the myth of Orpheus and Eurydice, set to music by Ludwig van Beethoven                                                 |  |
| 1971 | The Winds                             | for Philadelphia Dance Theater |  |
| 1986 | Luther                                | |  |
| ?    | The Waldstein Sonata                  | ensemble work completed after Limón's death by Daniel Lewis; with music by Ludwig van Beethoven                                         |  |